# Vallée de la Meuse à Huy et vallon de la Solières
Vallée de la Meuse à Huy et vallon de la Solières este o arie protejată (arie specială de conservare — SAC, sit de importanță comunitară — SCI, arie de protecție specială avifaunistică — SPA) din Belgia întinsă pe o suprafață de 491,54 ha, integral pe uscat.

## Localizare
Centrul sitului Vallée de la Meuse à Huy et vallon de la Solières este situat la coordonatele 50°30′28″N 5°11′30″E / 50.50764°N 5.191712°E.

## Înființare
Situl Vallée de la Meuse à Huy et vallon de la Solières a fost declarat arie de protecție specială avifaunistică în aprilie 2016 pentru a proteja 13 specii de animale. Alte tipuri de protecție:
- sit de importanță comunitară (în ianuarie 2004)
- arie specială de conservare (în aprilie 2016)[1][3][4]

## Biodiversitate
Situată în ecoregiunile atlantică și continentală, aria protejată conține 17 habitate naturale: Lacuri eutrofice naturale cu vegetație de tip Magnopotamion sau Hydrocharition, Cursuri de apă de la nivel de câmpie la nivel montan, cu vegetație Ranunculion fluitantis și Callitricho-Batrachion, Formațiuni stabile xerotermofile de Buxus sempervirens pe pante stâncoase (Berberidion p.p.), Pajiști carstice calcaroase sau bazofile, de Alysso-Sedion albi, Pajiști uscate seminaturale și facies de acoperire cu tufișuri pe substraturi calcaroase (Festuco-Brometalia) (* situri importante pentru orhidee), Liziere de ierburi înalte hidrofile de câmpie și de nivel montan până la alpin, Fânețe de joasă altitudine (Alopecurus pratensis, Sanguisorba officinalis), Grohotișuri medio-europene calcaroase, de la nivel colinar și montan, Pante stâncoase calcaroase cu vegetație casmofită, Peșteri inaccesibile publicului, Păduri de fag Luzulo-Fagetum, Păduri de fag Asperulo-Fagetum, Păduri de fag din Europa Centrală dezvoltate pe sol calcaros cu Cephalanthero-Fagion, Păduri de stejar sau de stejar și carpen sub-atlantice și medio-europene de Carpinion betuli, Păduri pe pante, grohotișuri și ravene de Tilio-Acerion, Păduri aluvionare cu Alnus glutinosa și Fraxinus excelsior (Alno-Padion, Alnion incanae, Salicion albae), Păduri mixte riverane de Quercus robur, Ulmus laevis și Ulmus minor, Fraxinus excelsior sau Fraxinus angustifolia, de-a lungul marilor râuri (Ulmenion minoris).
La baza desemnării sitului se află mai multe specii protejate:
- păsări (5): pescăruș albastru (Alcedo atthis), buha (Bubo bubo), ciocănitoare neagră (Dryocopus martius), ferestraș mic (Mergus albellus), viespar (Pernis apivorus)
- mamifere (6): liliac cu urechi mari (Myotis bechsteinii), liliac de iaz (Myotis dasycneme), liliac cărămiziu (Myotis emarginatus), liliac comun (Myotis myotis), liliacul mare cu potcoavă (Rhinolophus ferrumequinum), liliacul mic cu potcoavă (Rhinolophus hipposideros)
- nevertebrate (2): fluturele-tigru (Callimorpha quadripunctaria), rădașcă (Lucanus cervus)

Pe lângă speciile protejate, pe teritoriul sitului au mai fost identificate 16 specii de plante, 5 specii de amfibieni, 11 specii de mamifere, 7 specii de nevertebrate, 3 specii de reptile.